# Джентл, Рандхир Сингх
Рандхир Сингх Джентл (англ. Randhir Singh Gentle; 22 сентября 1922, Дели, Британская Индия — 25 сентября 1981) — индийский хоккеист на траве, защитник; тренер, судья. Трёхкратный олимпийский чемпион 1948, 1952 и 1956 годов.

## Биография
Рандхир Сингх Джентл родился 22 сентября 1922 года в городе Дели в Британской Индии (сейчас в Индии).
Играл в хоккей на траве за Бомбей, «Индепендент» из Дели.
В 1948 году вошёл в состав сборной Индии по хоккею на траве на летних Олимпийских играх в Лондоне и завоевал золотую медаль. Играл на позиции защитника, провёл 3 матча, мячей не забивал.
В 1952 году вошёл в состав сборной Индии по хоккею на траве на летних Олимпийских играх в Хельсинки и завоевал золотую медаль. Играл на позиции защитника, провёл 3 матча, забил 1 мяч в ворота сборной Австрии.
В 1956 году вошёл в состав сборной Индии по хоккею на траве на летних Олимпийских играх в Мельбурне и завоевал золотую медаль. Играл на позиции защитника, провёл 5 матчей, забил 5 мячей (три в ворота сборной Афганистана, по одному — Сингапура и Пакистана). Был капитаном команды, заменив Балбира Сингха.
Джентл — один из семи индийских хоккеистов, которые трижды выигрывали олимпийское золото (наряду с Ричардом Алленом, Дхианом Чандом, Ранганатханом Фрэнсисом, Балбиром Сингхом, Лесли Клаудиусом, Удхамом Сингхом).
Джентл отличался жёсткой, но чистой игрой. Специализировался на исполнении штрафных ударов.
По окончании игровой карьеры работал тренером в Индии, Малайзии и Испании. В 1972 году тренировал сборную Уганды на летних Олимпийских играх в Мюнхене, где она заняла 15-е место. Также был судьёй международного уровня.
Умер 25 сентября 1981 года после инсульта.